# Морозов, Василий Павлович
Василий Павлович Морозов (1917—1956) — подполковник Советской Армии, участник Великой Отечественной войны, Герой Советского Союза (1944).

## Биография
Василий Морозов родился 10 февраля 1917 года в селе Касьяново (ныне — Ульяновский район Калужской области). С 1930 года вместе с семьёй жил в Тульской области, где окончил семь классов школы и работал в сельском хозяйстве. С 1933 года жил в Ленинграде, окончил школу фабрично-заводского ученичества, работал помощником технолога в тресте хлебопечения. В 1935 году Морозов был призван на службу в Рабоче-крестьянскую Красную Армию. В 1937 году он окончил Качинскую военную авиационную школу лётчиков. Участвовал в боях на реке Халхин-Гол. С июня 1941 года — на фронтах Великой Отечественной войны.
К апрелю 1944 года гвардии майор Василий Морозов командовал эскадрильей 20-го гвардейского авиаполка 3-й гвардейской авиадивизии 3-го гвардейского авиакорпуса АДД СССР. К тому времени он совершил 267 боевых вылетов на бомбардировку скоплений боевой техники и живой силы противника, его важных объектов, нанеся ему большие потери.
Указом Президиума Верховного Совета СССР от 19 августа 1944 года за «образцовое выполнение заданий командования и проявленные при этом мужество и героизм» гвардии майор Василий Морозов был удостоен высокого звания Героя Советского Союза с вручением ордена Ленина и медали «Золотая Звезда» за номером 3989.
После окончания войны Морозов продолжил службу в Советской Армии. В 1950 году в звании подполковника Морозов был уволен в запас. Проживал в Умани. Скоропостижно скончался 4 ноября 1956 года.
Был награждён двумя орденами Ленина, двумя орденами Красного Знамени, орденом Красной Звезды и рядом медалей.